# Џибролтар (Пенсилванија)
Џибролтар (енгл. Gibraltar) насељено је место без административног статуса у америчкој савезној држави Пенсилванија.

## Демографија
По попису из 2010. године број становника је 680.
| Група             | 2000.    | 2010.       |
| Белци             | 0 (0,0%) | 642 (94,4%) |
| Афроамериканци    | 0 (0,0%) | 1 (0,1%)    |
| Азијати           | 0 (0,0%) | 6 (0,9%)    |
| Хиспаноамериканци | 0 (0,0%) | 18 (2,6%)   |
| Укупно            | 0        | 680         |